# Véronique Müller
Véronique Müller (Morat, 9 febbraio 1948) è una cantante svizzera francofona.
Prima di iniziare la sua carriera di cantante è stata segretaria di Petula Clark e durante un soggiorno in Inghilterra ha conosciuto Freddie Winrose, il produttore di Shirley Bassey.
Ha partecipato all'Eurovision Song Contest 1972 con la canzone C'est la chanson de mon amour classificandosi all'ottavo posto.